# Humberto Mauro
Humberto Mauro (Volta Grande, 30 de abril de 1897 — 5 de novembro de 1983) foi um dos pioneiros do cinema brasileiro. Fez filmes entre 1925 e 1974, sempre com temas brasileiros.

## Carreira

### Ociclo de Cataguases
Desde cedo se dedicou à música, tocando o violino e o bandolim. Interessado também em mecânica, ingressou no curso de engenharia em Belo Horizonte, que abandonou um ano depois para voltar a Cataguases. Como as linhas de transmissão de eletricidade chegavam à região, trabalhou na instalação de energia elétrica nas fazendas.
Foi para o Rio de Janeiro em 1916, onde trabalhou como eletricista, retornando a Cataguases em 1920. Neste mesmo ano se casou com Maria Vilela de Almeida (Dona Bebê), com quem permaneceria casado pelo resto da vida.
Em 1923, passou a se interessar por fotografia. Adquiriu uma câmera Kodak de Pedro Comello (pai da atriz Eva Nill), imigrante italiano de quem se tornaria amigo até se desentenderem. Ambos compartilhavam de uma paixão pelo cinema, principalmente pelos filmes americanos de aventura. Admirava D.W. Griffith e King Vidor.
Em 1925, Mauro e Comello compraram uma câmara cinematográfica de 9,5 mm, marca Pathé, com a qual Mauro filmou um curta-metragem cômico de apenas 5 minutos de duração. Mostraram esse filme a comerciantes locais, tentando convencê-los a investir numa companhia produtora de filmes em Cataguases. Com o apoio financeiro de Homero Domingues compraram uma câmara de 35 mm e centenas de metros de filme. Mas o filme que resolveram fazer ficou inacabado.
Ainda em 1925, com a participação do negociante Agenor Cortes de Barros, fundaram em Cataguases a Phebo Sul América. Em 1926 realizam Na Primavera da Vida e em seguida Thesouro Perdido, um filme nos moldes dos filmes de aventura americanos, com muitas e complicadas cenas de ação. Foi premiado como o melhor filme brasileiro de 1927. Este filme contou com a única participação nas telas da mulher de Mauro, com o nome artístico de Lola Lys.
Com o sucesso de Thesouro Perdido, Mauro pôde ampliar sua produtora, rebatizada de Phebo Brasil, e desenvolver filmes de acordo com sua visão pessoal. Seu trabalho seguinte, Brasa Dormida, é uma bem-sucedida mistura de aventura e romance, com excelente aproveitamento dos cenários naturais, em que não falta uma excitante (para os padrões da época) cena erótica. Lançada em 1929, foi distribuída para todo o país.
Seu longa-metragem seguinte, seu último para a Phebo, Sangue Mineiro é considerado sua obra-prima em Cataguases. Lançado em julho de 1929, percorreu todo o país com sucesso de crítica e público. Aqui ele deixa de lado a aventura e faz um filme intimista, em que os únicos conflitos são os do coração.
Mauro manteve estreitas ligações com poetas e escritores modernistas da época, especialmente com os integrantes do chamado Movimento Verde. Criado em Cataguases após a Semana de Arte Moderna de 1922, tinha como integrantes Rosário Fusco, Francisco Inácio Peixoto, Ascânio Lopes e Guilhermino César, dentre outros, que eram responsáveis pela edição da Revista Verde, um dos marcos da literatura modernista brasileira.

### Cinédia
Com o surgimento da Cinédia, em 1929 ele vai para o Rio de Janeiro e começa a trabalhar com Adhemar Gonzaga, dirigindo "Lábios sem beijos", mostrando domínio na técnica do cinema falado.
O sucesso desses filmes tornou a Cinédia o estúdio mais importante da época. Em 1931 foi lançado Mulher, na qual Mauro atuou como câmera, cabendo a direção a Octavio Gabus Mendes. Seu filme seguinte, Ganga Bruta, teve dificuldades na sua realização que se prolongou de 1931 a 1933. Era um filme de estrutura narrativa revolucionária para a época, com flashbacks e cortes rápidos.
Depois de dirigir a Voz do Carnaval (1933), seu primeiro musical, troca a Cinédia pela Brasil Vita Filmes em 1934, um estúdio fundado pela atriz Carmen Santos, estrela de vários filmes de Mauro. Na nova casa, fez Favela dos Meus Amores (1935) e Cidade Mulher (1936).

### INCE
A convite de Edgar Roquette-Pinto, Mauro se junta ao Instituto Nacional de Cinema Educativo (INCE), onde de 1936 a 1964 realizou mais de 300 documentários de curta-metragem sobre temas tão variados como astronomia, agricultura e música.
Enquanto trabalhou no INCE, Mauro dirigiu apenas três longas metragens: O Descobrimento do Brasil (1937), com música de Villa-Lobos, Argila (1940) e Canto da Saudade (1952), onde também trabalha como ator, num papel secundário.
Afastado do cinema desde 1974, quando fez o curta-metragem "Carro de Bois", passou a viver em seu sítio Rancho Alegre, em Volta Grande, onde morreu, aos 86 anos, quase que completamente cego, após uma forte pneumonia.
Humberto Mauro é autor do mais significativo ciclo regional do cinema brasileiro, iniciado em 1926 com "Na Primavera da Vida". Durante seus últimos anos de vida, Mauro foi a inspiração principal da geração do Cinema Novo. Nelson Pereira dos Santos e Glauber Rocha eram seus admiradores declarados.
Mesmo sem dirigir, deu colaboração informal a cineastas como o próprio Nelson, para quem escreveu os diálogos em tupi de Como era gostoso o meu francês,Paulo César Saraceni e Alex Vianny.
Apesar de não ter feito carreira internacional, devido às limitações da época, foi homenageado no Festival de Cannes como um dos cineastas mais importantes do século XX.
Eis o que Ana Paula Galdini pesquisou e disse:
Década de 30, cinematografia mais constante. Humberto Mauro destaca-se.
Em 1933, o primeiro filme falado para os estúdios da Cinédia, de Adhemar Gonzaga: A Voz do Carnaval com Carmen Miranda. É considerado um semidocumentário, utiliza cenas reais, gravadas ao vivo e que são mescladas com cenas de estúdio.
Documentou favela em outro semidocumentário, Favela dos Meus Amores. Imagens de um morro carioca, com a participação de uma escola de samba, a Portela.
Em 1936 a carreira de Humberto sofreu mudança, ele se rendeu ao documentário. A pedido do então ministro da Educação e Saúde, Gustavo Capanema, o professor Edgar Roquete Pinto criou o Instituto Nacional de Cinema Educativo (INCE) e convidou Humberto Mauro. Filmou mais de 300 documentários de curta, entre 1936 e 1964: Dia da Pátria, Lição de Taxidermia, Vacina contra Raiva, A Velha a Fiar e Higiene Doméstica, e, a série As Brasilianas, na qual registrou exibições de músicas folclóricas.

## Vida pessoal
Filho de Gaetano Mauro, imigrante italiano, e de Teresa Duarte, mineira culta e poliglota, ele nasceu na Zona da Mata mineira dois anos depois da histórica sessão cinematográfica promovida pelos irmãos Lumière, em Paris. Quando criança, mudou-se com a família para Cataguases.
Humberto Mauro é tio-avô do ator André Di Mauro e da atriz Cláudia Mauro.

## Filmografia

### Longas-metragens
- 1926 - Na Primavera da Vida
- 1927 - Thesouro Perdido
- 1928 - Brasa Dormida (Phebo Brasil Filmes, Cataguases)
- 1930 - Lábios sem Beijos
- 1930 - Sangue Mineiro
- 1933 - A Voz do Carnaval
- 1933 - Ganga Bruta
- 1935 - Favela dos Meus Amores
- 1936 - Cidade-Mulher Cidade-Mulher
- 1937 - O Descobrimento do Brasil
- 1940 - Argila
- 1952 - O Canto da Saudade

### Curtas-metragens
- 1925 - Valadião, o Cratera
- 1939 - Um Apólogo
- 1942 - O Dragãozinho Manso: Jonjoca
- 1945 - Brasilianas: chuá-chuá e casinha pequenina
- 1948 - Brasilianas: azulão e pinhal
- 1954 - Brasilianas: aboio e cantigas
- 1955 - Brasilianas: engenhos e usinas
- 1955 - Brasilianas: cantos de trabalho
- 1955 - Brasilianas: manhã na roça: o carro de bois
- 1956 - Brasilianas: meus oito anos
- 1956 - O João de Barro
- 1958 - São João Del Rei
- 1964 - A Velha a Fiar
- 1974 - Carro de bois